# Яновський Олексій Гаврилович
Олексі́й Гаври́лович Яно́вський  (*1739 — ?) — український архітектор. Закінчив петербурзьку Академію Мистецтв, працював при будовах гетьмана Кирила Розумовського.

## Коротка біографія
- В 1769 році отримав звання академік архітектури.
- У 1778 році на запрошення графа П. О. Рум'янцева-Задунайського докінчував будови, які розпочав А. Квасов[1], а також працював на спорудженні в Глухові Троїцької церкви, будинку генерал-губернатора та судових департаментів.
- У 1780 році за проектом італійського архітектора Ж. Б. Валлен-Деламота споруджував кам'яний палац гетьмана Кирила Розумовського в м. Почепі[2].

За проектами Яновського на території Києво-Печерської лаври у класичному стилі споруджені:
- будинок блюстителя Ближніх печер (1813);
- три ротонди (XVIII—XIX ст.)[2].

## Галерея

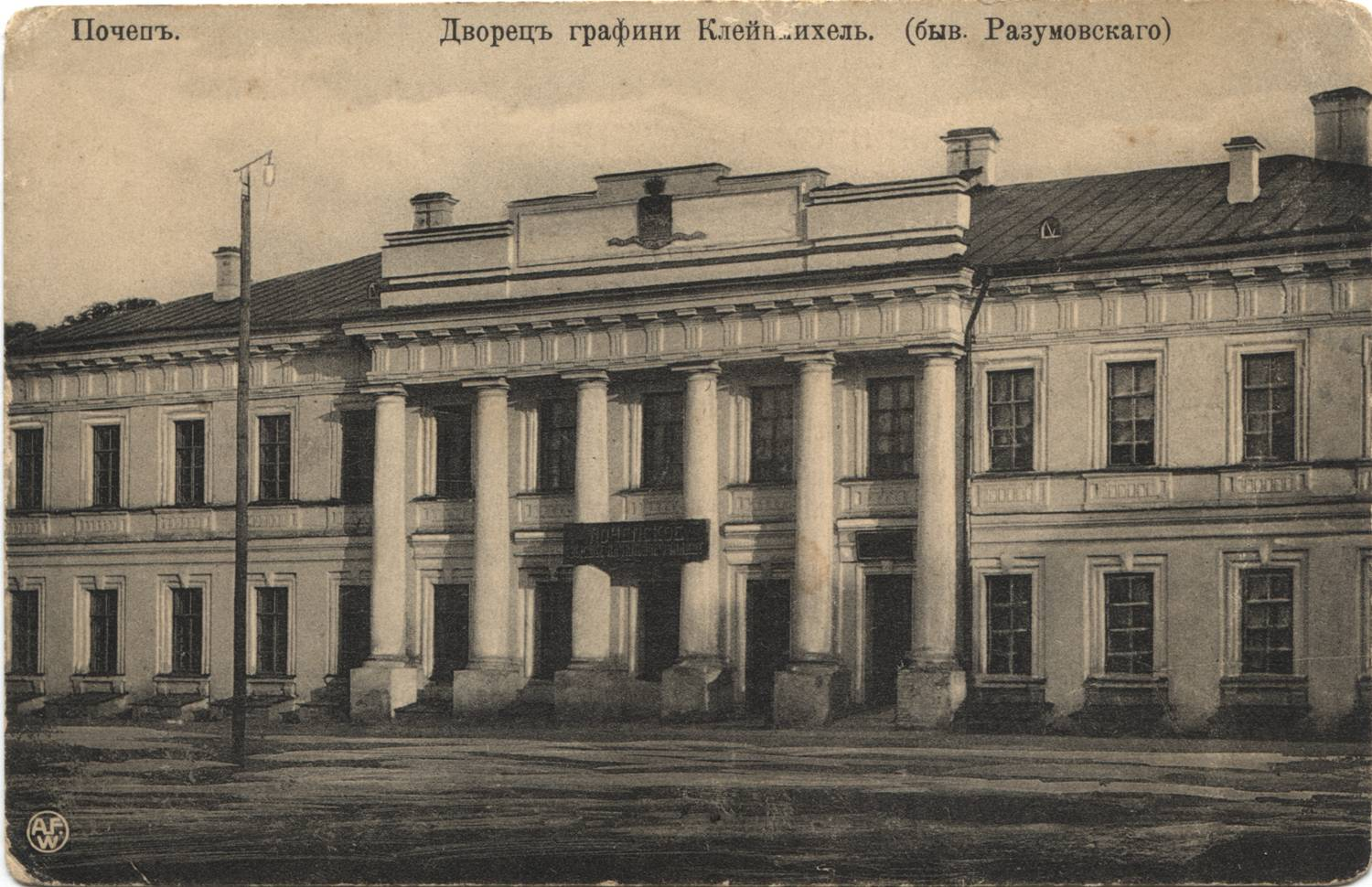
Палац Клейнмихель (колишній Розумовського) в Почепі.
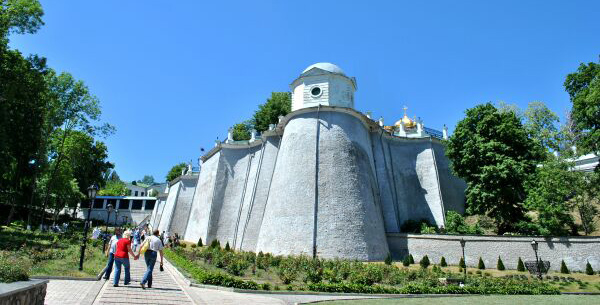
Ротонда на мурі де Боскета, споруджена за проектом Яновського у 1786 році.